# Troupe de La Monnaie en 1780

## Composition de la troupe duThéâtre de la Monnaieen1780
L'année théâtrale commence le 27 mars 1780 et se termine le 3 mars 1781.
| Acteurs et chanteurs    | Actrices et chanteuses  |
| ----------------------- | ----------------------- |
| Berger                  | Bursay                  |
| Bultos                  | Devienne                |
| Bursay                  | D'Humainbourg           |
| Châteaufort             | Dubuisson               |
| Chenard                 | Firmin                  |
| Darcourt                | Gouault                 |
| Grégoire                | Lochon                  |
| Moylin                  | Montroze                |
| Montroze                | Murson                  |
| Pin                     | Rogier                  |
| Saint-Fal               | Scheltiens              |
| Vallière                | Sophie Lothaire         |
| Vanhove                 |                         |
| Danseurs et figurants   | Danseuses et figurantes |
| Gambu, maître de ballet | Artus                   |
| Canneel                 | Duchaumont aînée        |
| Charville               | Duchaumont cadette      |
| Chevalier               | Fortunée                |
| Classenne               | Fourreau                |
| Cochois                 | Heraer                  |
| Cuvilier                | Le Clerc                |
| Dumoulin                | Rosalie                 |
| Henry                   | Sonveau                 |
| Jouardin père           |                         |
| Jouardin fils           |                         |
| La Rivière              |                         |
| Matthieu                |                         |
| Autre personnel         |                         |
| Brével, souffleur       |                         |

### Source
- Bruxelles, Archives générales de Royaume, Conseil privé autrichien, dossier 1053 B.